# Congratulations (Євробачення)

Емблема шоу

«Congratulations» (укр. «Привітання») — спеціальне телешоу, присвячене 50-річному ювілею конкурсу пісні Євробачення та організоване телемовником DR з Данії.

## Історія
Проходило 22 жовтня 2005 року на Форум Арені.
Під час шоу була обрана найкраща пісня за всю історію пісенного конкурсу Євробачення з 14 пісень які взяли участь у цьому конкурсі: 10 з них обрані шляхом інтернет-голосування, і ще 4 були додані оргкомітетом фестивалю.
Хоча сама назва телешоу відсилає до пісні Кліффа Річарда «Congratulations», телеголосування та голосування журі визначили, що пісня «Waterloo» у виконанні гурту ABBA, є найкращою за всю історію конкурсу.

## Конкурсанти
| Пісня                         | Виконавець         | Автор пісні                        | Рік  | Країна          | Місце |
| ----------------------------- | ------------------ | ---------------------------------- | ---- | --------------- | ----- |
| Nel blu dipinto di blu        | Доменіко Модуньо   | Доменіко Модуньо, Франко Мільяччі  | 1958 | Італія          | 3     |
| Poupée de cire, poupée de son | Франс Галль        | Серж Генсбур                       | 1965 | Люксембург      | 1     |
| Congratulations               | Кліфф Річард       | Phil Coulter, Білл Мартін          | 1968 | Велика Британія | 2     |
| Eres Tú                       | Mocedades          | Хуан Карлос Калдерон               | 1973 | Іспанія         | 2     |
| Waterloo                      | ABBA               | Бьорн Ульвеус, Стіг Андерсон       | 1974 | Швеція          | 1     |
| Save Your Kisses for Me       | Brotherhood of Man | Тоні Хіллер, Лі Шеридан, Мартин Ли | 1976 | Велика Британія | 1     |
| What's Another Year?          | Джонні Логан       | Шей Хілі                           | 1980 | Ірландія        | 1     |
| Ein bisschen Frieden          | Ніколь             | Ральф Зігель, Бернд Мейнунгер      | 1982 | ФРН             | 1     |
| Hold Me Now                   | Джонні Логан       | Джонни Логан                       | 1987 | Ірландія        | 1     |
| Ne partez pas sans moi        | Селін Діон         | Nella Martinetti, Atilla Sereftug  | 1988 | Швейцарія       | 1     |
| Diva                          | Дана Інтернешнел   | Іоав Гінай, Цвіка Пік              | 1998 | Ізраїль         | 1     |
| Fly on the Wings of Love      | Olsen Brothers     | Йорген Олсен                       | 2000 | Данія           | 1     |
| Every Way That I Can          | Сертаб Еренер      | Сертаб Еренер, Демір Деміркан      | 2003 | Туреччина       | 1     |
| My Number One                 | Єлена Папарізу     | Христос Дантіс, Наталія Герману    | 2005 | Греція          | 1     |

## Результати
Переможця обирали як журі, так і телеглядачі шляхом голосування. Кожна країна ставила оцінки від 1 до 8, 10, 12. Після першого раунду число конкурсантів було зменшено до п'яти. У другому раунді ставилися оцінки від 1 до 6 і не розголошувалися до проведення заключного шоу. Переможцем стала пісня, яка набрала найбільшу кількість очок — Waterloo гурту ABBA.
| №  | Пісня                         | Перший раунд | Місце | Другий раунд | Місце |
| -- | ----------------------------- | ------------ | ----- | ------------ | ----- |
| 1  | Congratulations               | 105          | 8     | —            | -     |
| 2  | What's Another Year?          | 74           | 12    | —            | -     |
| 3  | Diva                          | 39           | 13    | —            | -     |
| 4  | Eres tú                       | 90           | 11    | —            | -     |
| 5  | Ein bisschen Frieden          | 106          | 7     | —            | -     |
| 6  | Nel blu dipinto di blu        | 200          | 2     | 267          | 2     |
| 7  | Waterloo                      | 331          | 1     | 329          | 1     |
| 8  | Fly on the Wings of Love      | 111          | 6     | —            | -     |
| 9  | Poupée de cire, poupée de son | 37           | 14    | —            | -     |
| 10 | Every Way That I Can          | 104          | 9     | —            | -     |
| 11 | Ne partez pas sans moi        | 98           | 10    | —            | -     |
| 12 | Hold Me Now                   | 182          | 3     | 262          | 3     |
| 13 | Save Your Kisses for Me       | 154          | 5     | 230          | 5     |
| 14 | My Number One                 | 167          | 4     | 245          | 4     |